# 约翰·开普勒林茨大学
约翰·克卜勒林茲大学（德語：Johannes Kepler Universität Linz，簡稱 JKU），簡稱林茲大學（德語：Universität Linz），是奧地利的公立大學、歐洲德語區第五年輕的大學，為紀念天文學家克卜勒的大學。它位於上奧地利邦首府、奥地利第三大城市林茨市。設有商業，工程，法律，科學和社會科學的學士、碩士和博士學位。至今為止，共有18,036名學生在林茲東北部的公園校園學習，其中九分之一的學生來自國外。該大學是奧地利第一個在1998年引入電子學生證的大學。
該大學是奧地利科學院Johann Radon計算和應用數學研究所（RISC）的所在地。同時，奧迪自動駕駛的深度學習中心也位於此處（Audi.JKU deep learning center）。
2012年，根據泰晤士報高等教育，林茲大學在建校不到50年的大學排名中為第41位。該大學在報價、第三方資助和國際化的努力方面取得了高分。
2014年，林茲大學開始設立醫學院。

## 歷史
1966年成立之初，為社會科學、經濟與商業學院 （HochschulefürSozial-und Wirtschaftswissenschaften）。三年後成立了理工學院，1975年，該學院開始授予大學學位，而法學院也開始招生。2014年开设第四个学院医学院。
這所大學的名字是為了紀念天文學家約翰尼斯·克卜勒（1571-1630），他在17世紀早期在林茲寫下了他的科學巨著 《世界的和諧（The Harmony of the Worlds）》，並在此處為地主教授數學知識。目前，校園增設了“科技園區（Science Park）”，該棟建築是給理工學院使用。

## 校園
林茲大學的校園位於林茲市的東北部。大學的建築位於一個佔地90英畝（364,000平方公尺）的公園內，同時圍繞著一個池塘。
基礎設施
可以透過搭乘林茲市路面電車（Tram）1號線和2號線以及公車77號抵達校園。平日，電車每7至8分鐘一趟，前往市中心（Hauptplatz）約需16分鐘。林茲大學也靠近奧地利的高速公路，多瑙河出口A7（Mühlkreisautobahn）（約1公里）。
未來會持續擴建校園，另一個高速公路出口，目前正在建設中，預計能使交通更方便，可以更快速地通往學校。
此外，位於多瑙河北側，小鎮東北角的自行車道也可直接通往校本部。
住房
許多較大的宿舍都在大學的步行範圍內，如Julius Raab Heim，WIST Haus，Kepler Heim，ESH和KHG Heim。其他幾個宿舍位於林茲市的不同地區，提供超過3,100名學生的住宿。而部分宿舍在暑假期間成為酒店，最著名的是名為Sommerhaus的Julius Raab Heim宿舍。

## 組織

### 行政管理
大學校長和學術參議院負責大學的管理。有四個副校長分別負責特定任務領域並協助校長。大學董事會是一個獨立機構，為校長和學術參議院提供有關管理問題的建議和諮詢。院長和教師委員會負責教師級別的管理。校長和院長選舉為期4年，而教師委員會選舉為期2年。
Helmut Paul從1974年到1977年擔任校長。2007年，Richard Hagelauer當選為校長。目前，Ferdinand Kerschner是學術參議院的負責人，Ludwig Scharinger是大學董事會的負責人。

### 學院设置
林茲大學有四個學院，共有110個學位授予。
1. 社會科學、經濟與商業學院（SoWi）：成立于1966年，是歷史最悠久、学生規模最大的学院。該學院由32個研究所組成，設有經濟學和工商管理，商業信息學，商業和教育，社會經濟學，社會學和統計學的學位。
2. 理工学院（TN）：成立於1969年，最初設有技術數學，計算機科學和技術物理學位。之後，技術化學，機電一體化和資訊電子學的學位也紛紛設立。有幾個碩士學位專門研究計算機科學，數學和物理學領域，利如普適性計算，工業數學或生物物理學、生物資訊學。自然科學和技術科學領域提供博士學位。
3. 法學院（RE）：1975年正式成立。在此之前，法學學位由SoWi授予，當時的社會科學，經濟學，商業和法律學院。除了文憑和法學博士學位外，RE教師還與SoWi教師合作，提供商業法學士學位。法律學位課程可以透過多媒體遠程學習提供。
4. 醫學院（MED）：醫學院成立於2014年。

#### 跨學科課程
網路科學碩士學位課程的學習分支： 社交網路，網路藝術與設計，網路商業與經濟，網路工程以及網路與法律。它為那些在各個領域具有學術背景的人提供研究主導的擴展和深入研究與網路相關的領域，如技術，商業，法律，社會，藝術和文化。

#### 遠程學習
林茲大學在奧地利設有多個遠程學習中心，提供德國哈根函授大学、英國開放大學和林茲大學自己的遠程法律學位課程的學位和課程。

#### 跨國學程
ACT全球商管學程：與維多利亞大學 (加拿大)、國立中山大學（台灣）合辦。

## 著名學者
- Burno Buchberger（德语：Bruno Buchberger）[5] : Gröbner基底理論的發明人；他於1965年在WolfgangGröbner的論文中開發了Gröbnerbasen，並以Gröbner的名字命名。為符號計算研究所(JKU-RISC （页面存档备份，存于）[6])、 Software Hagenberg （页面存档备份，存于）[7] 科學園區的創辦者。
- Sepp Hochreiter（英语：Sepp Hochreiter）[8]: LSTM[9] (long short-term memory)的提出者，奧迪深度學習中心[10]、生物資訊系創辦者。